# Schottische Badminton-Mannschaftsmeisterschaft 2012
Die Schottische Badminton-Mannschaftsmeisterschaft 2012 fand am 27. Oktober 2012 in Glasgow statt. Meister wurde das Team von Glasgow & North Strathclyde.

## Gruppe A
| Platz | Team                        | Punkte | Spiele | G | U | V | Spielpunkte |   |    | Sätze |   |    | Bälle |   |     |
| ----- | --------------------------- | ------ | ------ | - | - | - | ----------- | - | -- | ----- | - | -- | ----- | - | --- |
| 1     | Glasgow & North Strathclyde | 2      | 2      | 2 | 0 | 0 | 13          | - | 5  | 26    | - | 10 | 705   | - | 560 |
| 2     | Midland                     | 1      | 2      | 1 | 0 | 1 | 10          | - | 8  | 21    | - | 16 | 673   | - | 615 |
| 3     | North East                  | 0      | 2      | 0 | 0 | 2 | 4           | - | 14 | 8     | - | 29 | 557   | - | 760 |

## Gruppe B
| Platz | Team        | Punkte | Spiele | G | U | V | Spielpunkte |   |    | Sätze |   |    | Bälle |   |     |
| ----- | ----------- | ------ | ------ | - | - | - | ----------- | - | -- | ----- | - | -- | ----- | - | --- |
| 1     | West        | 2      | 2      | 2 | 0 | 0 | 13          | - | 5  | 28    | - | 12 | 769   | - | 676 |
| 2     | Lothian     | 1      | 2      | 1 | 0 | 1 | 10          | - | 8  | 20    | - | 16 | 671   | - | 591 |
| 3     | Lanarkshire | 0      | 2      | 0 | 0 | 2 | 4           | - | 14 | 10    | - | 30 | 613   | - | 786 |

## Endspiel
- Glasgow & North Strathclyde – West 5:4